# Ngezi Platinum Football Club
Actualités
Le Ngezi Platinum Football Club également nommé Ngezi Platinum Stars est un club zimbabwéen de football basé à Ngezi Turf.

## Histoire
Le club est créé en 2001, sponsorisé par la compagnie minière MCC. En 2004, le club évolue en 3e division et monte en 2e division en 2015 puis en fin de saison gagne sa promotion en Première Ligue du Zimbabwe.
Lors de sa première saison en Première division, le club termine à la 7e place et remporte la Coupe du Zimbabwe. Ce premier trophée qualifie le club pour la Coupe de la confédération 2017 où il sera éliminé au deuxième tour par le club angolais de Libolo.
Le club termine la saison 2018 comme vice-champion et sera toujours en haut du tableau par la suite soit 3e ou 4e jusqu'en 2023 où il gagne le titre de champion du Zimbabwe.
Lors de la Ligue des champions de la CAF 2024-2025, Ngezi sera éliminé au premier tour aux tirs au but après deux matchs nuls contre les Congolais de Maniema Union.
En 2024, Ngezi Platinum termine à la 3e place du championnat et atteindra la finale de la Coupe du Zimbabwe, battu aux tirs au but par Dynamos FC, c'est la quatrième finale perdue depuis 2019.

## Palmarès
- Championnat du Zimbabwe (1)
  - Champion : 2023

- Coupe du Zimbabwe (1)
  - Vainqueur : 2016